# The Game Awards 2018
The Game Awards 2018 (сокр. TGA 2018) — пятая по счёту ежегодная церемония награждения The Game Awards, отмечающая достижения в индустрии компьютерных игр и киберспорта. Мероприятие было проведено 6 декабря 2018 года в Microsoft Theater, Лос-Анджелес, США, и, как и прошлые церемонии, было проведено Джеффом Кили. Лауреатом премии «Игра года» стала God of War, а Red Dead Redemption 2 получила наибольшее количество наград, одержав победу в четырёх номинациях. Церемония транслировалась на более чем 40 платформах по всему миру, общее количество зрителей достигло 26 миллионов.
Помимо церемонии награждения было также анонсировано несколько новых игр.

## Шоу

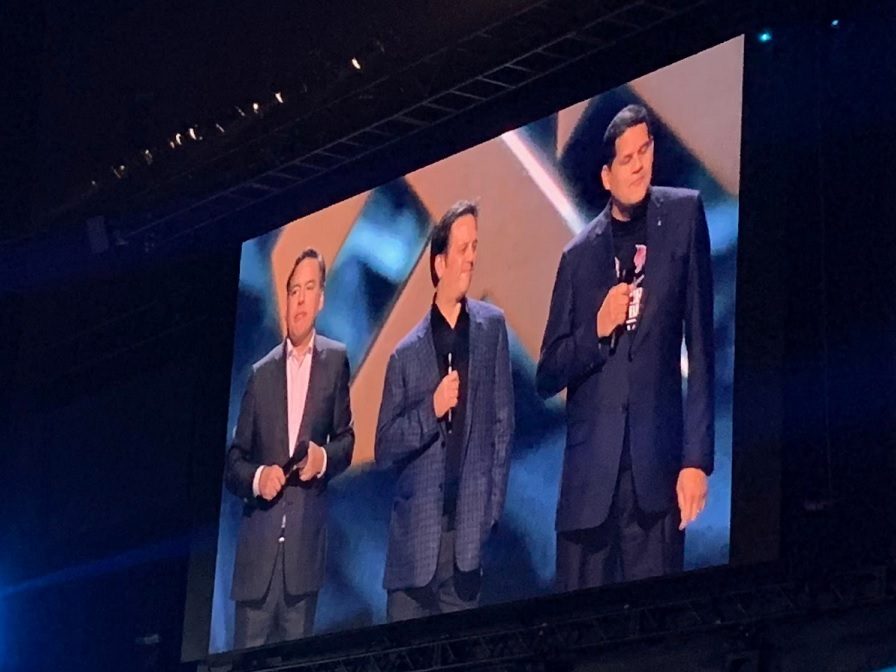
Церемония была открыта совместной речью (слева направо) Шона Лэйдена из Sony, Фила Спенсера из Microsoft и Реджи Фис-Эме из Nintendo of America

Как и на предыдущем мероприятии Game Awards, продюсером и ведущим шоу стал канадский игровой журналист Джефф Кили. Мероприятие прошло в Microsoft Theater в Лос-Анджелесе 6 декабря 2018 года. Церемония транслировалась через более чем 40 сервисов по всему миру, общее количество зрителей достигло 26,2 миллиона, что на 126 % превышает значение The Game Awards 2017. В голосовании приняло участие в общей сложности 10,5 млн зрителей. Пиковый показатель одновременных просмотров на видеостриминговом сервисе Twitch был зафиксирован на отметке 1,13 миллиона зрителей, что является одним из самых высоких показателей в истории сервиса. Максимальное количество зрителей, одновременно наблюдавших за церемонией в прямой трансляции на всех доступных стриминговых платформах, превысило 4 миллиона человек.
Церемония была открыта совместной речью Фила Спенсера из Microsoft, Реджи Фис-Эме из Nintendo of America и Шона Лэйдена из Sony. Награды выдавали известные представители игровой и киноиндустрии, в том числе Джефф Каплан, Юсеф Фарес, Братья Руссо и Даффер, Кристоф Вальц, Айша Тайлер, Роза Салазар, Джона Хилл, Jacksepticeye, Ninja и Pokimane. Кроме того была исполнена вживую композиция «Devil Trigger» из Devil May Cry 5 и музыка из некоторых номинированных игр; в оркестр входили Ханс Циммер, Лорн Балф и Гарри Грегсон-Уильямс.
Специальная награда «икона индустрии» была вручена Грегу Томасу, президенту Visual Concepts — студии, разработавшей большое количество официально лицензированных спортивных игр, включая серию игр NBA 2K. Награда «популярный геймер», присутствовавшая на предыдущих шоу, была разделена на две категории. Первой категорией стал «контент-мейкер года», вручаемая тем, кто отражает положительные эффекты компьютерных игр, которая была присуждена Ричарду Тайлеру «Ninja» Блевинсу. Второй категорией стала премия Global Gaming Citizens, вручаемая Facebook Gaming игрокам и киберспортсменам, пытающимся изменить мировое сообщество с помощью игр. Награждёнными этой наградой стали Стивен Спон, соосновавший AbleGamers для повышения доступности компьютерных игр; Садия Башир за защиту интересов киберспортсменок в Пакистане; и Луал Майен, южносуданский киберспортсмен, использующий игры для пропагандирования мира в своём регионе.
На время мероприятия были организованы скидки на номинируемые и ранее выигрывавшие игры в магазинах PlayStation Store, Nintendo eShop, Steam и Xbox Games Store. Кроме того, компанией Epic Games был запущен магазин Epic Games Store, в ассортименте которого были некоторые из представленных на выставке игр.

### Анонсы
Как и на прошлых мероприятиях Game Awards, на церемонии был анонсирован ряд новых игр. Кроме того, были представлены обновления для ранее анонсированных и выпущенных игр, в том числе для Ancestors: The Humankind Odyssey, Anthem, Dauntless, Dead by Daylight, Devil May Cry 5, Fortnite, Forza Horizon 4, Magic: The Gathering Arena, PlayerUnknown's Battlegrounds, Psychonauts 2, Rage 2,, The Stanley Parable и Super Smash Bros. Ultimate.
Среди новых анонсированных игр были:

| - Among Trees - Atlas - Crash Team Racing Nitro-Fueled - Неназванная игра серии Dragon Age - Far Cry New Dawn - Hades - Journey to the Savage Planet - The Last Campfire | - Marvel: Ultimate Alliance 3: The Black Order - Mortal Kombat 11 - The Outer Worlds - The Pathless - Sayonara Wild Hearts - Scavengers - Stranger Things 3: The Game - Survived By |

## Награды
Номинанты были озвучены 13 ноября 2018 года; в них могли попасть игры, выпущенные до 22 ноября 2018 года. Помимо жюри, состоящего из различных представителей игровой индустрии, было организовано голосование среди зрителей, проводимое с 13 ноября по 6 декабря 2018 года на официальном сайте через сторонние платформы, таких как Discord, Amazon Alexa, Google Assistant, Twitter, Facebook Messenger и Bilibili.
Среди изменений в наградах были добавлены различные новые связанные с киберспортом категории, а также переименование прежней премии «Тренд-геймер» в «Контент-мейкер года» для тех, кто помогает создавать новый и инновационный контент вокруг компьютерных игр, такие как стримеры и ютуберы, все победители в данных категориях были объявлены во время церемонии 6 декабря 2018 года.

### Игры
| Игра года Победитель: - God of War Номинанты: - Assassin's Creed Odyssey - Celeste - Marvel’s Spider-Man - Monster Hunter: World - Red Dead Redemption 2                                                        | Лучшая игровая режиссура Победитель: - God of War Номинанты: - A Way Out - Detroit: Become Human - Marvel’s Spider-Man - Red Dead Redemption 2 |
| Лучшая поддерживаемая игра Победитель: - Fortnite Номинанты: - Destiny 2: Forsaken - No Man’s Sky - Overwatch - Tom Clancy's Rainbow Six Siege                                                                  | Лучшее игровое повествование Победитель: - Red Dead Redemption 2 Номинанты: - Detroit: Become Human - God of War - Life Is Strange 2: Episode 1 - Marvel’s Spider-Man |
| Лучшее визуальное оформление Победитель: - Return of the Obra Dinn Номинанты: - Assassin's Creed Odyssey - God of War - Red Dead Redemption 2 - Octopath Traveler                                               | Лучший саундтрек Победитель: - Red Dead Redemption 2 Номинанты: - Celeste - God of War - Marvel’s Spider-Man - Ni no Kuni II: Revenant Kingdom - Octopath Traveler |
| Лучшее звуковое оформление Победитель: - Red Dead Redemption 2 Номинанты: - Call of Duty: Black Ops 4 - Forza Horizon 4 - God of War - Marvel’s Spider-Man                                                      | Лучшая актёрская игра Победитель: - Роджер Кларк в роли Артура Моргана — Red Dead Redemption 2 Номинанты: - Брайан Декарт в роли Коннора — Detroit: Become Human - Кристофер Джадж в роли Кратоса — God of War - Мелиссанти Махут в роли Кассандры — Assassin's Creed Odyssey - Юрий Ловенталь в роли человека-паука — Marvel’s Spider-Man |
| Наибольшее социальное влияние Победитель: - Celeste Номинанты: - 11-11 Memories Retold - Florence - Life Is Strange 2: Episode 1 - The Missing: J.J. Macfield and the Island of Memories                        | Лучшая независимая игра Победитель: - Celeste Номинанты: - Dead Cells - Into the Breach - Return of the Obra Dinn - The Messenger |
| Лучшая мобильная игра Победитель: - Florence Номинанты: - Donut County - Fortnite - PUBG Mobile - Reigns: Game of Thrones                                                                                       | Лучшая VR/AR-игра Победитель: - Astro Bot Rescue Mission Номинанты: - Beat Saber - Firewall: Zero Hour - Moss - Tetris Effect |
| Лучшая экшен-игра Победитель: - Dead Cells Номинанты: - Call of Duty: Black Ops 4 - Destiny 2: Forsaken - Far Cry 5 - Mega Man 11                                                                               | Лучшая приключенческая экшен-игра Победитель: - God of War Номинанты: - Assassin's Creed Odyssey - Marvel’s Spider-Man - Red Dead Redemption 2 - Shadow of the Tomb Raider |
| Лучшая ролевая игра Победитель: - Monster Hunter: World Номинанты: - Dragon Quest XI - Ni no Kuni II: Revenant Kingdom - Octopath Traveler - Pillars of Eternity II: Deadfire                                   | Лучший файтинг Победитель: - Dragon Ball FighterZ Номинанты: - BlazBlue: Cross Tag Battle - Soulcalibur VI - Street Fighter V: Arcade Edition |
| Лучшая семейная игра Победитель: - Overcooked 2 Номинанты: - Mario Tennis Aces - Nintendo Labo - Starlink: Battle for Atlas - Super Mario Party                                                                 | Лучшая стратегия Победитель: - Into the Breach Номинанты: - The Banner Saga 3 - BattleTech - Frostpunk - Valkyria Chronicles 4 |
| Лучшая спортивная/гоночная игра Победитель: - Forza Horizon 4 Номинанты: - FIFA 19 - Mario Tennis Aces - NBA 2K19 - Pro Evolution Soccer 2019                                                                   | Лучшая многопользовательская игра Победитель: - Fortnite Номинанты: - Call of Duty: Black Ops 4 - Destiny 2: Forsaken - Monster Hunter: World - Sea of Thieves |
| Лучшая студенческая игра Победитель: - Combat 2018 — Inland Norway University of Applied Sciences Номинанты: - Dash Quasar — UC Santa Cruz - JERA — DigiPen в Бильбао - LIFF — ISART Digital - RE: Charge — MIT | Лучший дебют инди-разработчика Победитель: - The Messenger Номинанты: - Donut County - Florence - Moss - Yoku's Island Express |

Источник:

### Киберспорт и прочее
| Лучшая киберспортивная дисциплина Победитель: - Overwatch Номинанты: - Counter-Strike: Global Offensive - Dota 2 - Fortnite - League of Legends | Лучший киберспортсмен Победитель: - Доминик «SonicFox» Маклин (Echo Fox) Номинанты: - Хаджиме «Tokido» Таникучи (Echo Fox) - Цзянь «Uzi» Цихао (Royal Never Give Up) - Александр «s1mple» Костылев (Natus Vincere) - Сун Хён «JJoNak» Бан (New York Excelsior) |
| Лучшая киберспортивная команда Победитель: - Cloud9 (League of Legends) Номинанты: - Astralis (Counter-Strike: Global Offensive) - Fnatic (League of Legends) - London Spitfire (Overwatch League) - OG (Dota 2) | Лучший киберспортивный тренер Победитель: - Бок «Reapered» Хан Гю (Cloud9) Номинанты: - Кристиан «ppasarel» Банашену (OG) - Дэнни «zonic» Соренсен (Astralis) - Дилан Фалько (Fnatic) - Якоб «YamatoCannon» Медби (Team Vitality) - Янко «YNk» Паунович (MIBR) |
| Лучшее киберспортивное мероприятие Победитель: - 2018 League of Legends World Championship Номинанты: - ELEAGUE Major: Boston 2018 - Evo 2018 - 2018 Overwatch League Grand Finals - The International 2018 | Лучший киберспортивный ведущий Победитель: - Эфьё «Sjokz» Депортере Номинанты: - Алекс «Goldenboy» Мендез - Алекс «Machine» Ричардсон - Андерс Блём - Пол «Redeye» Шалонер                                                                                     |
| Лучший момент в киберспорте Победитель: - Возвращение в игру и победа с тремя овертаймами Cloud9 против Faze (ELEAGUE Major: Boston 2018) Номинанты: - G2 обыграл RNG (League of Legends World Championship) - Бейс-рейс в матче KT против IG (League of Legends World Championship) - Доминация OG над LGD (The International 2018) - Смена стороны SonicFox при игре против Go1 (Evo 2018) | Контент-мейкер года Победитель: - Ninja Номинанты: - Dr. Lupo - Pokimane - Willyrex |

Источник:

### Почётные награды
| Икона индустрии - Грег Томас (Visual Concepts) | Global Gaming Citizens - Стивен Спон - Садия Башир - Луал Майен |

## Игры с наибольшим количеством номинаций и наград
| Номинаций | Игра                            |
| --------- | ------------------------------- |
| 8         | God of War                      |
| 8         | Red Dead Redemption 2           |
| 7         | Marvel’s Spider-Man             |
| 4         | Celeste                         |
| 4         | Assassin's Creed Odyssey        |
| 3         | Call of Duty: Black Ops 4       |
| 3         | Destiny 2                       |
| 3         | Detroit: Become Human           |
| 3         | Florence                        |
| 3         | Fortnite                        |
| 3         | Monster Hunter: World           |
| 3         | Octopath Traveler               |
| 2         | Dead Cells                      |
| 2         | Forza Horizon 4                 |
| 2         | Into the Breach                 |
| 2         | Life Is Strange 2               |
| 2         | Mario Tennis Aces               |
| 2         | The Messenger                   |
| 2         | Moss                            |
| 2         | Ni no Kuni II: Revenant Kingdom |
| 2         | Return of the Obra Dinn         |

| Наград | Игра                  |
| ------ | --------------------- |
| 4      | Red Dead Redemption 2 |
| 3      | God of War            |
| 2      | Celeste               |
| 2      | Fortnite              |